# Michael Young (baloncestista de 1994)
Michael Lamor "Mike" Young (Duquesne, Pensilvania, 5 de septiembre de 1994) es un baloncestista estadounidense que pertenece a la plantilla del Galatasaray Ekmas de la BSL. Con 2,06 metros de estatura, juega en la posición de ala-pívot.

## Trayectoria deportiva

### Universidad
Jugó cuatro temporadas con los Panthers de la Universidad de Pittsburgh, en las que promedió 13,5 puntos, 6,2 rebotes y 1,8 asistencias por partido. En sus dos últimas temporadas fue incluido en el tercer mejor quinteto de la Atlantic Coast Conference.

#### Estadísticas
| Año     | Equipo     | PJ  | PT  | MPP  | %TC  | %3P  | %TL  | RPP | APP | ROB | TPP | PPP  |
| ------- | ---------- | --- | --- | ---- | ---- | ---- | ---- | --- | --- | --- | --- | ---- |
| 2013–14 | Pittsburgh | 36  | 36  | 21.6 | .413 | .357 | .817 | 4.1 | 0.9 | 0.4 | 0.4 | 6.0  |
| 2014–15 | Pittsburgh | 34  | 33  | 31.7 | .530 | .294 | .693 | 7.3 | 1.3 | 0.8 | 0.6 | 13.4 |
| 2015–16 | Pittsburgh | 33  | 33  | 29.4 | .537 | .333 | .777 | 6.9 | 2.3 | 0.5 | 0.3 | 15.7 |
| 2016–17 | Pittsburgh | 33  | 32  | 33.2 | .453 | .341 | .778 | 6.8 | 2.7 | 0.8 | 0.6 | 19.6 |
| Total   | Total      | 136 | 133 | 28.9 | .489 | .339 | .761 | 6.2 | 1.8 | .5  | .6  | 13.5 |

### Profesional
Tras no ser elegido en el Draft de la NBA de 2017, fue invitado por los Washington Wizards para participar en las Ligas de Verano, donde jugó cinco partidos en los que promedió 9,4 puntos y 3,8 rebotes. en el mes de julio firmó un contrato de dos vías con los Washington Wizards que le permite jugar también en los Delaware 87ers de la G League.
En la siguiente temporada continuaría jugando en la NBA G League para los Northern Arizona Suns y al término de la temporada firmaría por los Leones de Ponce de la Baloncesto Superior Nacional.
En la temporada 2018-19, juega en las filas del Cholet Basket de la Ligue Nationale de Basket-ball.
En la temporada 2019-20 jugaría durante la primera parte de la temporada en Francia en las filas del JDA Dijon y acabaría la temporada en el Hapoel Gilboa Galil Elyon de la Ligat Winner.
En diciembre de 2020, firma por el Ironi Nahariya de la Ligat Winner.
El 22 de julio de 2021, firma por el Stal Ostrów Wielkopolski de la TBL.
Tras pasar una temporada en las filas de los Kawasaki Brave Thunders de Japón, el 27 de julio de 2023, firma con el Bursaspor de la Basketbol Süper Ligi (BSL).
A comienzos de 2024 se une a los Indios de Mayagüez de Puerto Rico y el 25 de julio de 2024 firma con los Anyang Jung Kwan Jang Red Boosters de la Korean Basketball League.
El 18 de diciembre de 2024 firmó con el Galatasaray Ekmas de la Basketbol Süper Ligi turca (BSL).